# グラングリーン大阪
グラングリーン大阪（グラングリーンおおさか、英語: GRAND GREEN OSAKA）は、大阪市北区大深町（梅田地区）に所在する都市公園併設の複合商業施設である。
梅田貨物駅跡地の再開発エリアであるうめきた2期区域（大阪駅北地区）に位置していて、北街区と公園の一部は2024年9月6日に先行まちびらきした。なお、全体まちびらきは2027年春に行われる予定である。

## 概要
大阪最後の一等地とも称される場所であり、関西最大のターミナルである大阪駅・梅田駅前に位置しているにもかかわらず、広大な土地が2013年まで梅田貨物駅として使われていた。その跡地を利用して、西日本最大の再開発が進められており、2013年に先行開発区域（うめきた1期エリア）として、グランフロント大阪が開業した。
うめきた公園、南街区（ゲートタワー、パークタワー、サウスタワー、タワーマンション）、北街区（ノースタワー、タワーマンション）で構成されており、「みどり」と「イノベーション」の融合拠点と題した広大な都市公園とそれに合わせて新産業創出、 国際集客・交流、知的人材育成を図り、イノベーションの創出を目指したエリアとして現在建設が進められている。来場者数の目標は、グランフロント大阪の5,000万人以上としている。

## 歴史
この区域は梅田貨物駅移転の遅れもあり開発が遅れた。2009年12月には日本サッカー協会が2018年および2022年のFIFAワールドカップ招致を視野に入れた8万人収容（うち4万人分は仮設）の梅田北ヤードスタジアム構想を発表し、大阪市など関係各所に働きかけを行っていた。しかし、開催地を決定する投票で日本は落選したことで、当時の橋下徹大阪府知事がスタジアム建設に反対の姿勢を示した。これに対し、平松邦夫大阪市長は反発しサッカー協会のさらなる提案を待ったが、協会からの提案はないまま2011年1月、市長はスタジアム構想の撤回を表明、橋下府知事や関西経済同友会が提言する緑地構想に同意した。
2018年7月、土地を所有する都市再生機構（UR都市機構）は、同区域の再開発事業「うめきた2期」の開発事業者に三菱地所・大阪ガス都市開発・オリックス不動産・関電不動産開発・積水ハウス・竹中工務店・阪急電鉄・三菱地所レジデンスの、グランフロント大阪の建設に携わった企業を中心とした企業連合と特定目的会社のうめきた開発株式会社から成る9社JVを選定。JVの提案では、阪急大阪梅田駅と新梅田シティ（梅田スカイビル）をつなぐ東西軸の幹線道路を挟むように4.5㏊の都市公園を配置し、公園の南側にホテルやオフィスが入居しMICEを持たせた2棟の賃貸棟と超高層マンションを配置。公園の北側にはホテルを主とした賃貸棟と超高層マンションを配置する計画となっている。2020年3月25日に大阪市都市計画審議会で都市計画決定の方向が承認され、2020年度下期の着工、2024年夏に先行まちびらき、2027年度の全体まちびらきを目指すとしている。
2023年2月7日に、この再開発の名称を『グラングリーン大阪』とすることが発表された。この名称には、「約4.5ヘクタールの公園など大規模な緑の空間が生まれる地域に、多様な人が集って新たな世界を広げてもらいたい」という思いが込められている。
また、これらの動きと並行して、大阪市と西日本旅客鉄道（JR西日本）の共同事業として、従来地上を走行していた特急「はるか」や「くろしお」が通過する東海道本線支線（梅田貨物線）の連続立体交差事業（地下線化）が行われている。地下化の際には現在の「うめきた2期」地区西側を走行するルートから東側に移設され、グランフロント大阪と「うめきた2期」地区の間を通過し、「うめきた2期」地区の南西端にはJR西日本の単独施行事業として大阪駅（地下ホーム）が開業した。これにより、特急「はるか」や「くろしお」が大阪駅（地下ホーム）に停車するようになった。この連続立体交差事業は2023年に完成。2023年3月18日から大阪駅との間に改札内連絡通路を整備した上で、「大阪駅（地下ホーム）」として開業した。また、2031年にはなにわ筋線が同駅に乗り入れる計画がなされているほか、阪急電鉄によりなにわ筋連絡線または西梅田・十三連絡線が十三駅方面からアクセスする計画もある。

## ギャラリー

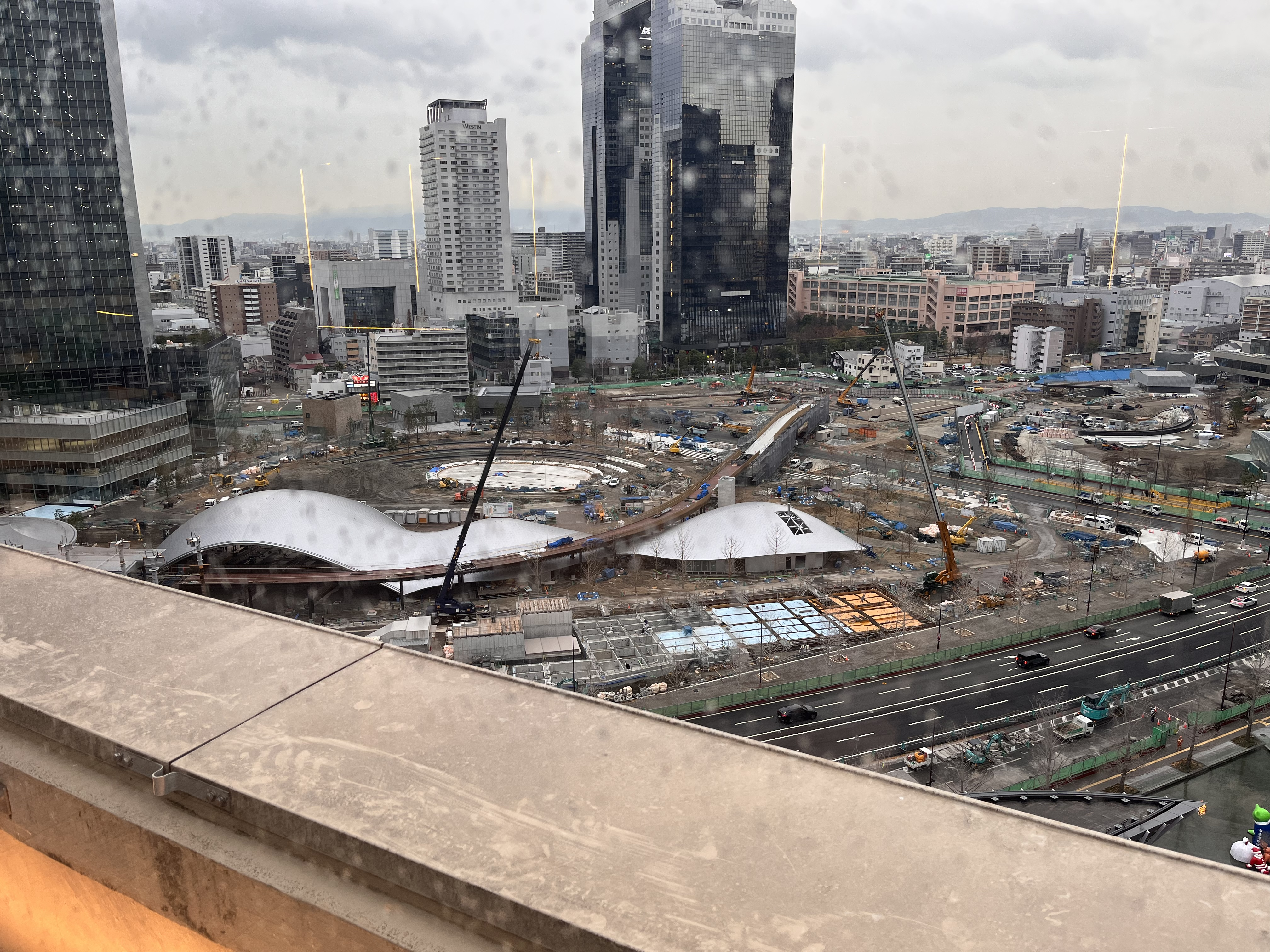
大阪ステーションシティ空中庭園から（2023年12月）
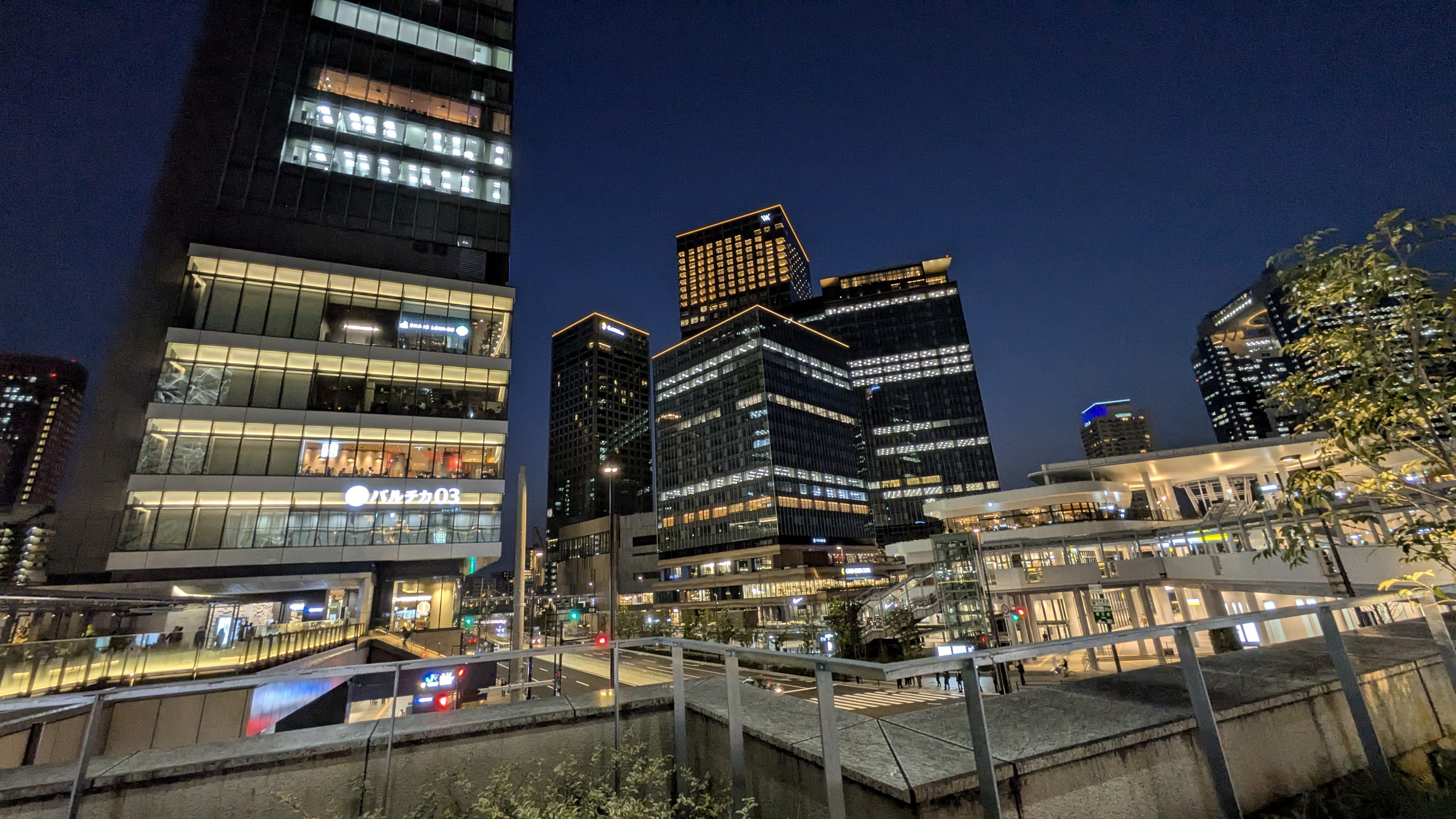
東側より撮影したグラングリーンの夜景
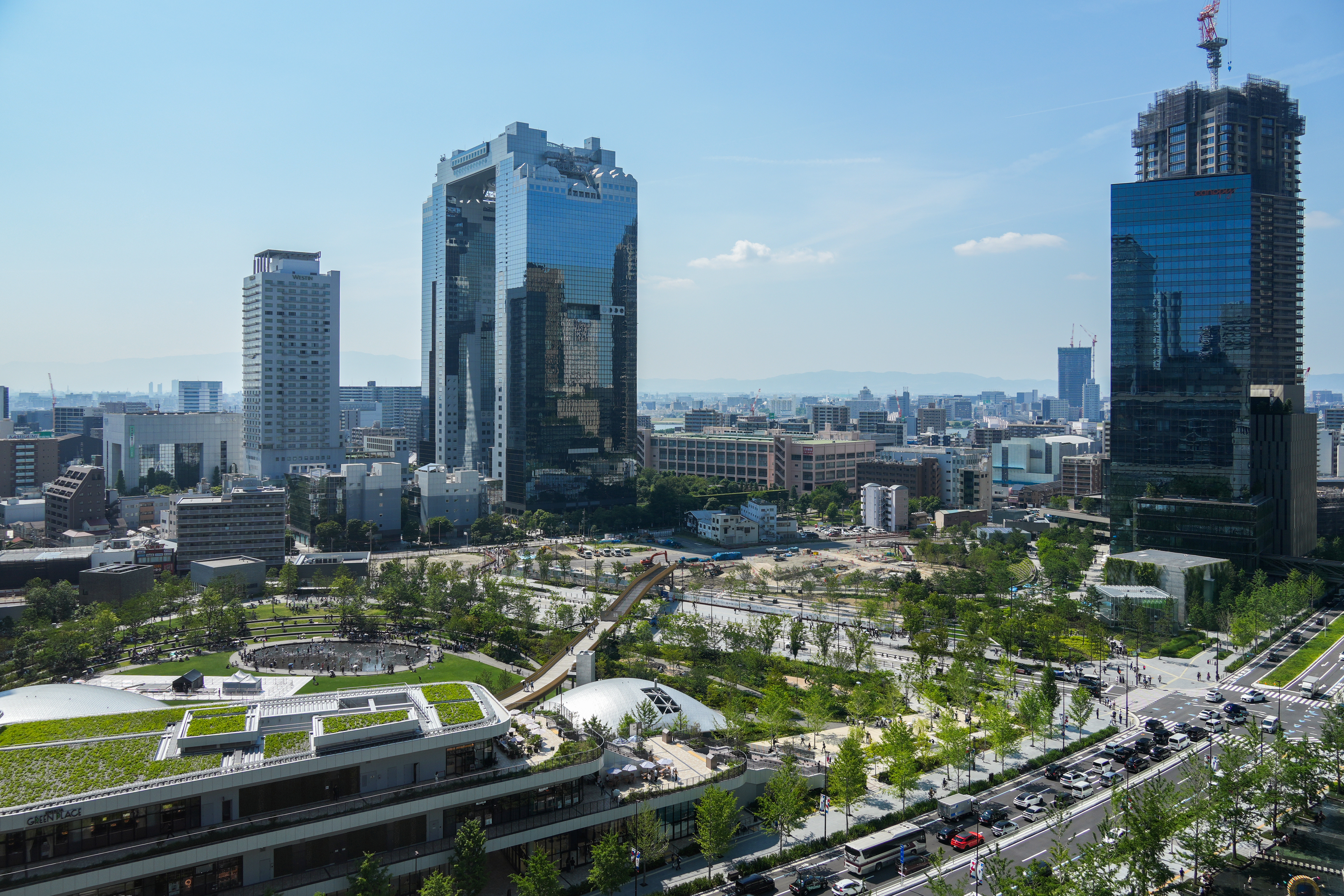
うめきた公園
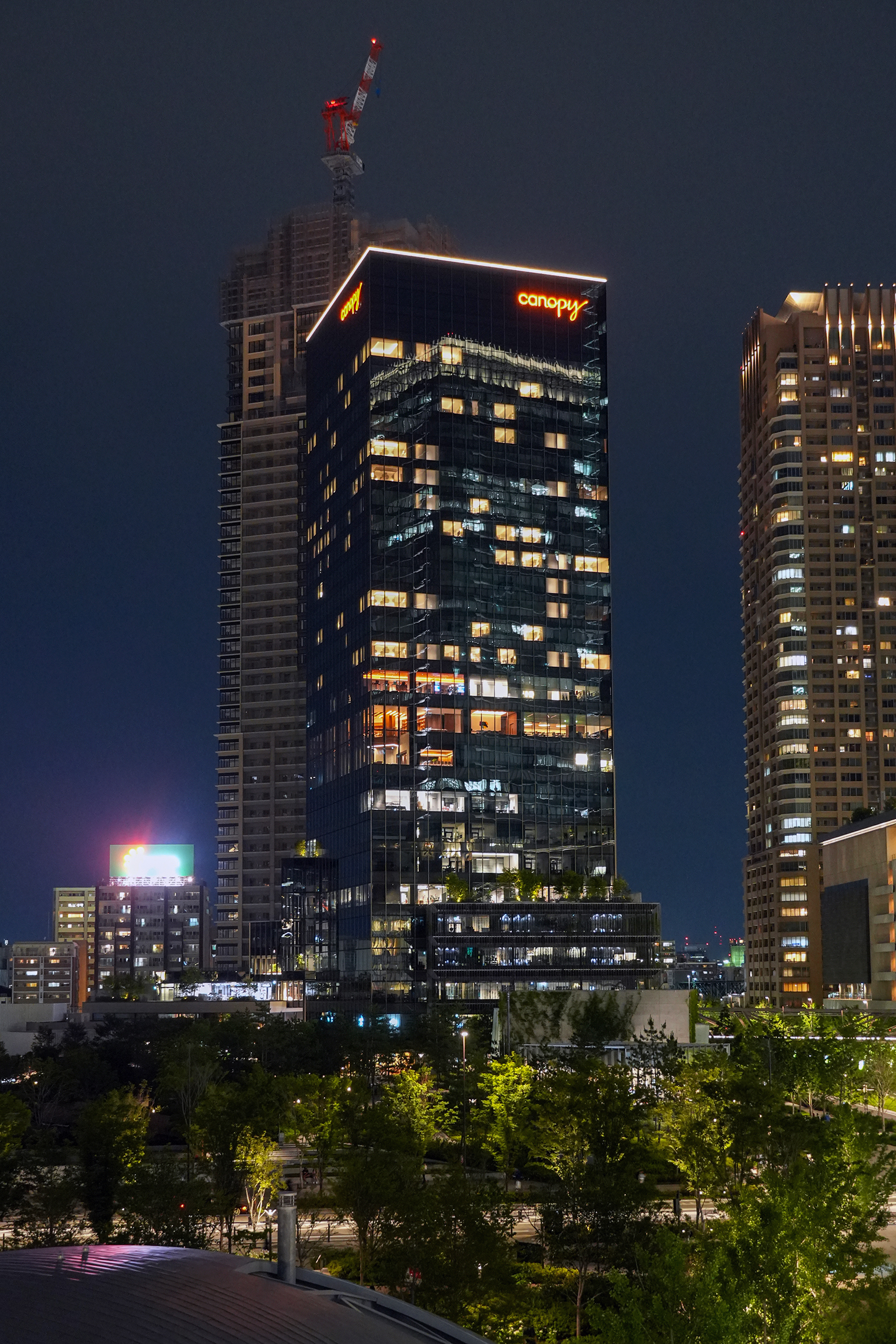
グラングリーン大阪北館を撮影。
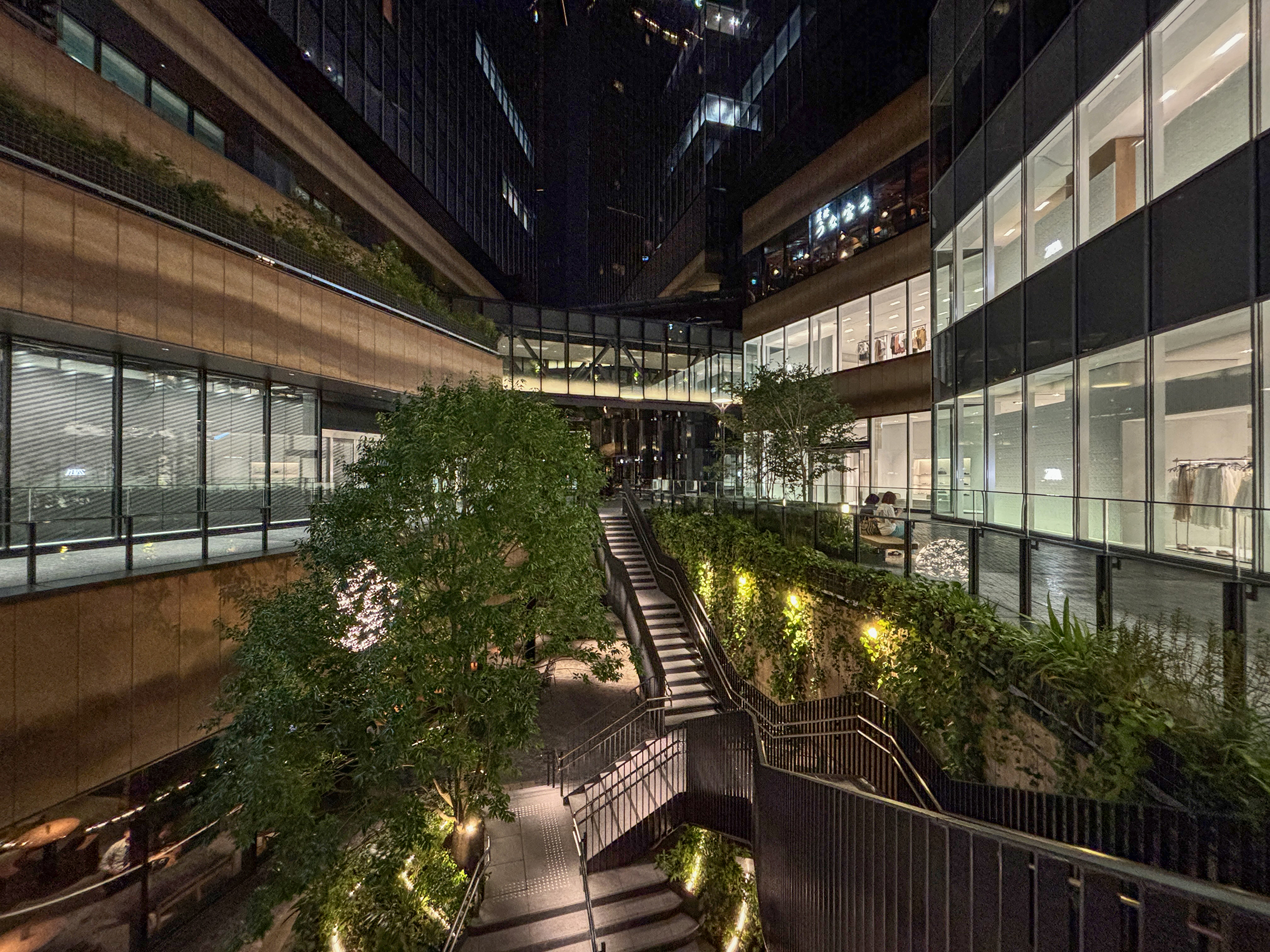
南館

## 施設

### うめきた公園

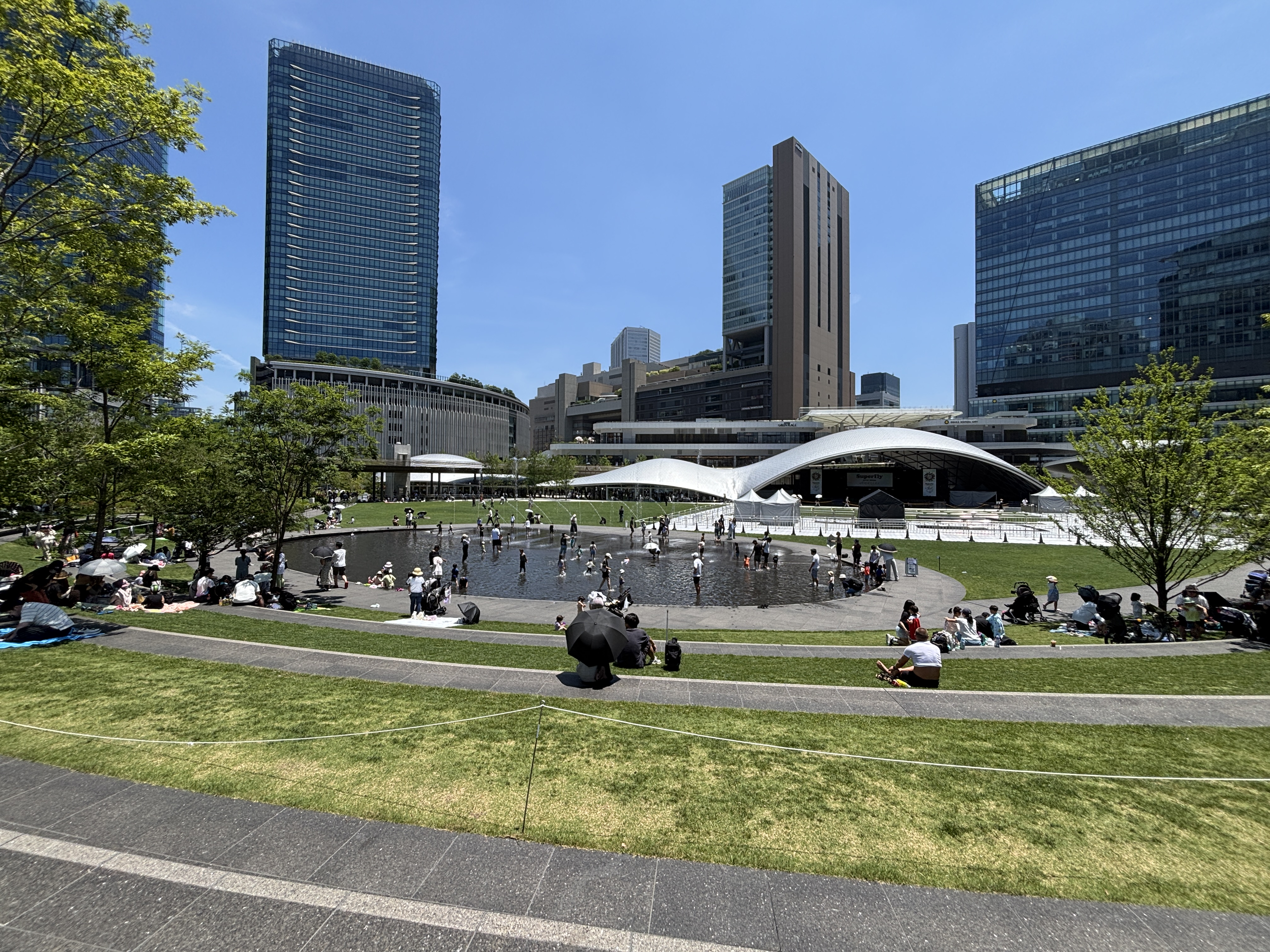
サウスパーク

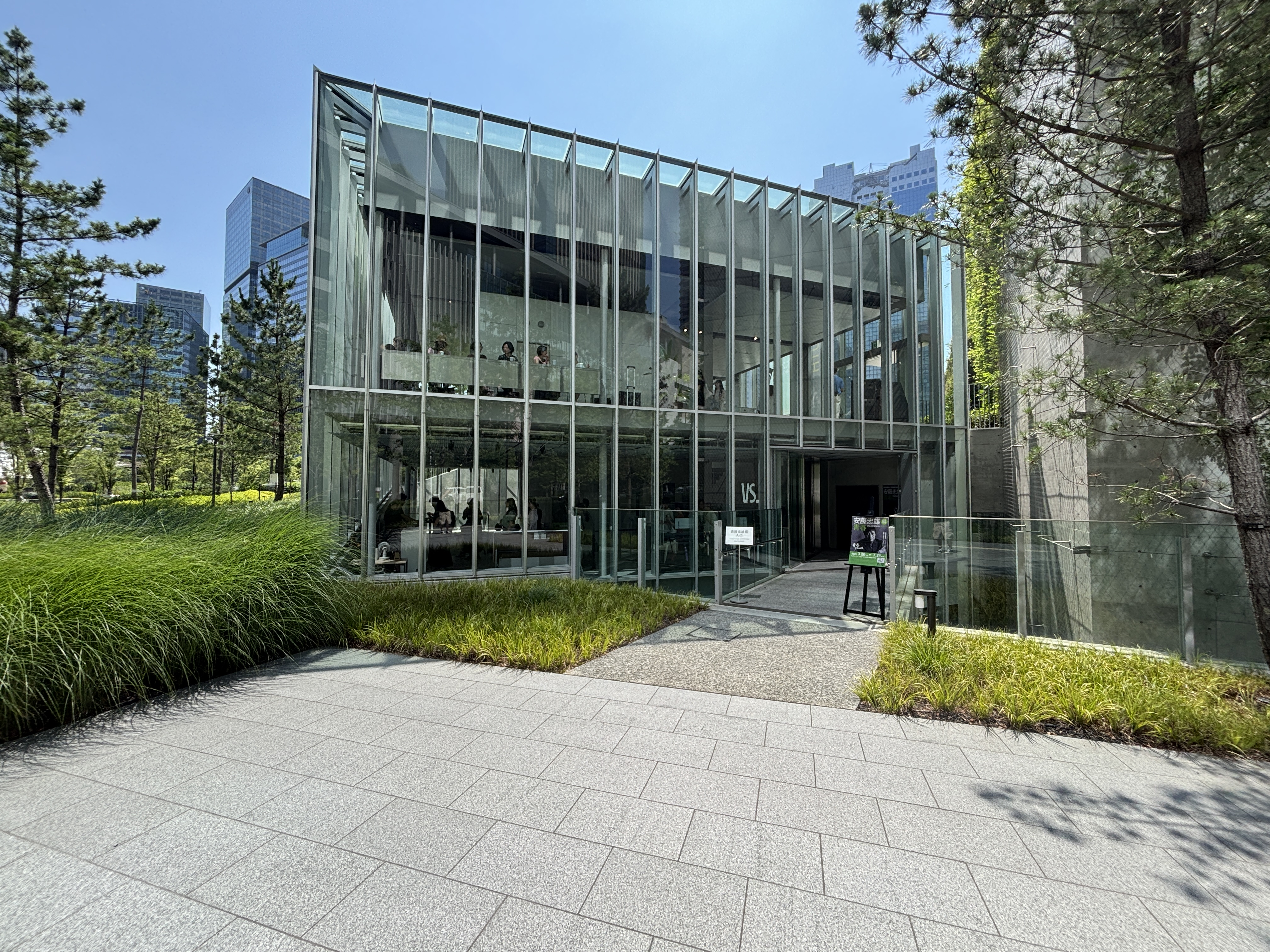
文化施設「VS.(ヴイエス)」

約45,000 m2の広さがあり、これは大規模ターミナル駅直結の都市公園としては世界最大級の規模である。道路を挟んでサウスパークとノースパークと呼称される。
サウスパークには、水遊びのできる噴水と約5,100 m2の芝生広場、芝生広場を合わせて約1万人を収容できる屋外イベントスペース（設計：SANAA）や、 情報発信棟や飲食施設、庭園空間「色彩ガーデン」などが設けられる。 
ノースパークには、四季折々の草木が楽しめる公園のほかにフリースペース「みんなのキューブ」、遊びと学びを体験できる施設「エデュテインメントキューブ」、文化施設「VS.（ヴイエス）」などが設置される。 「VS.」はグラングリーン大阪における中核機能施設「JAM BASE」の主要施設として作られており、設計・監理を日建設計、設計監修を安藤忠雄建築研究所が手がけている。施設の大部分が地下に配置され、合計約1,400 m2の展示空間（スタジオ）が設けられる予定。スタジオはAからCの3つあり、映像体験やパフォーマンス、大型の作品などを展示することが可能。1階にはカフェも併設される（運営：FIDIA株式会社）。

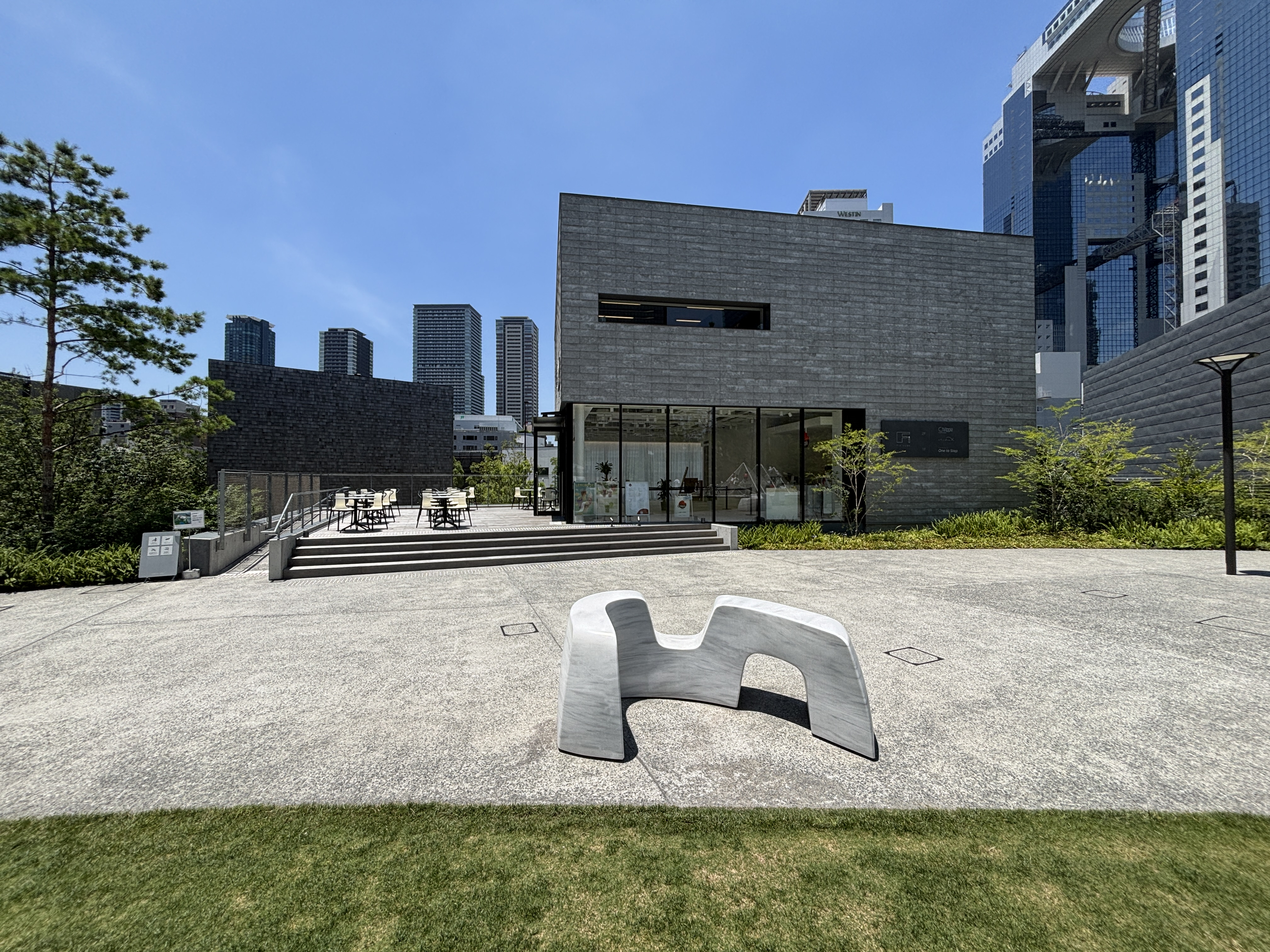
SIK eatery グラングリーン大阪店
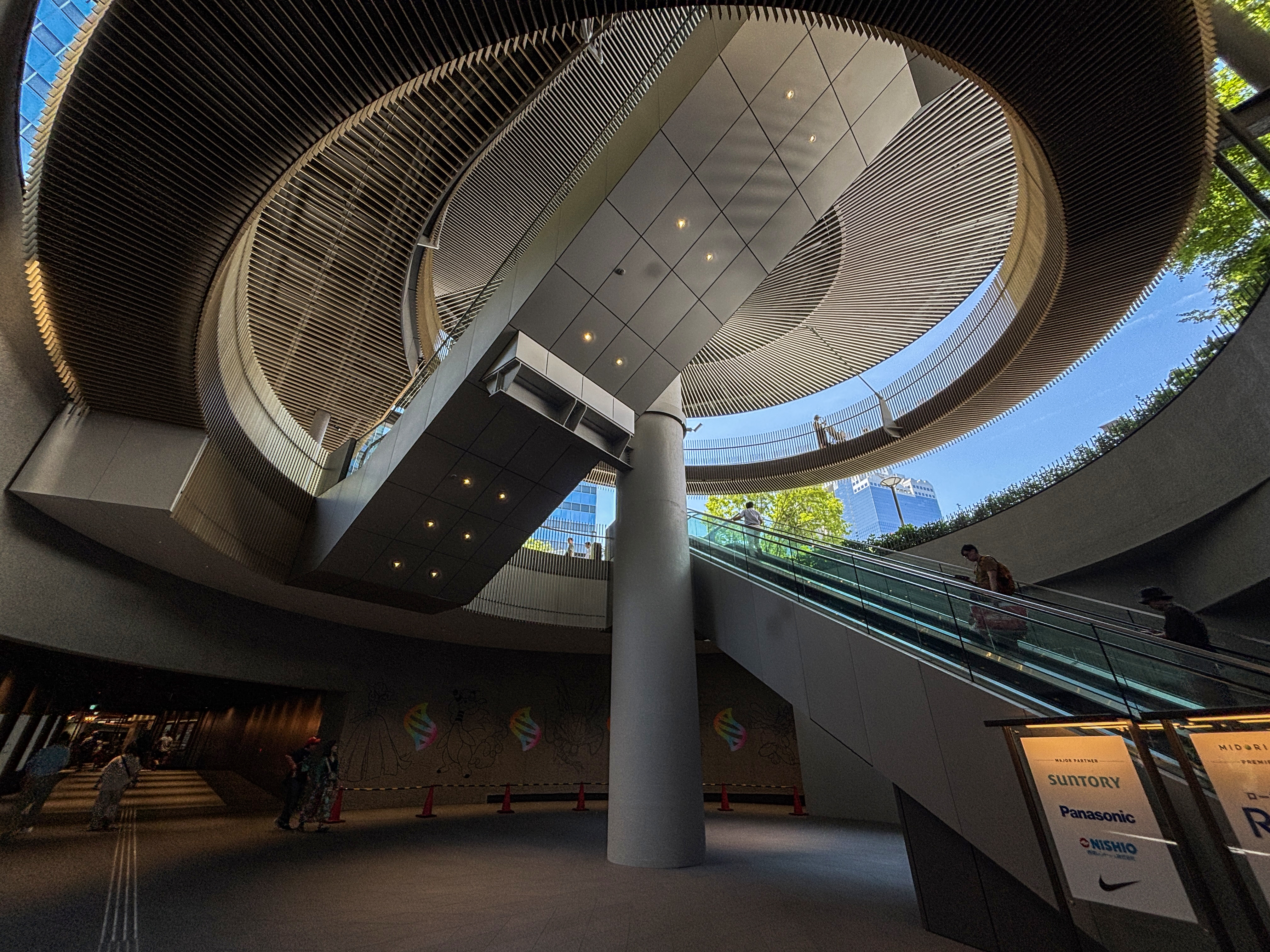
ゲートランタン
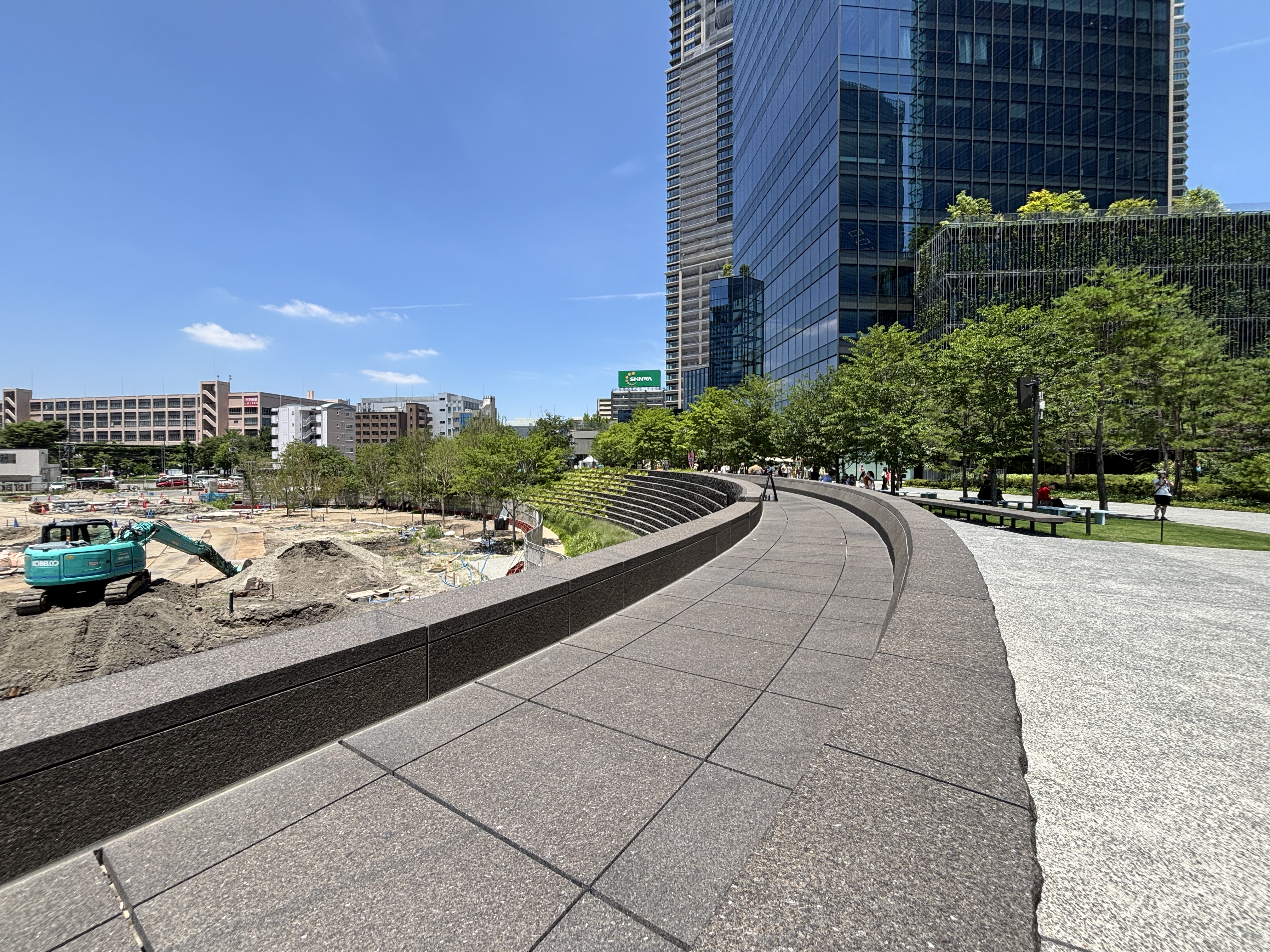
うめきた公園北
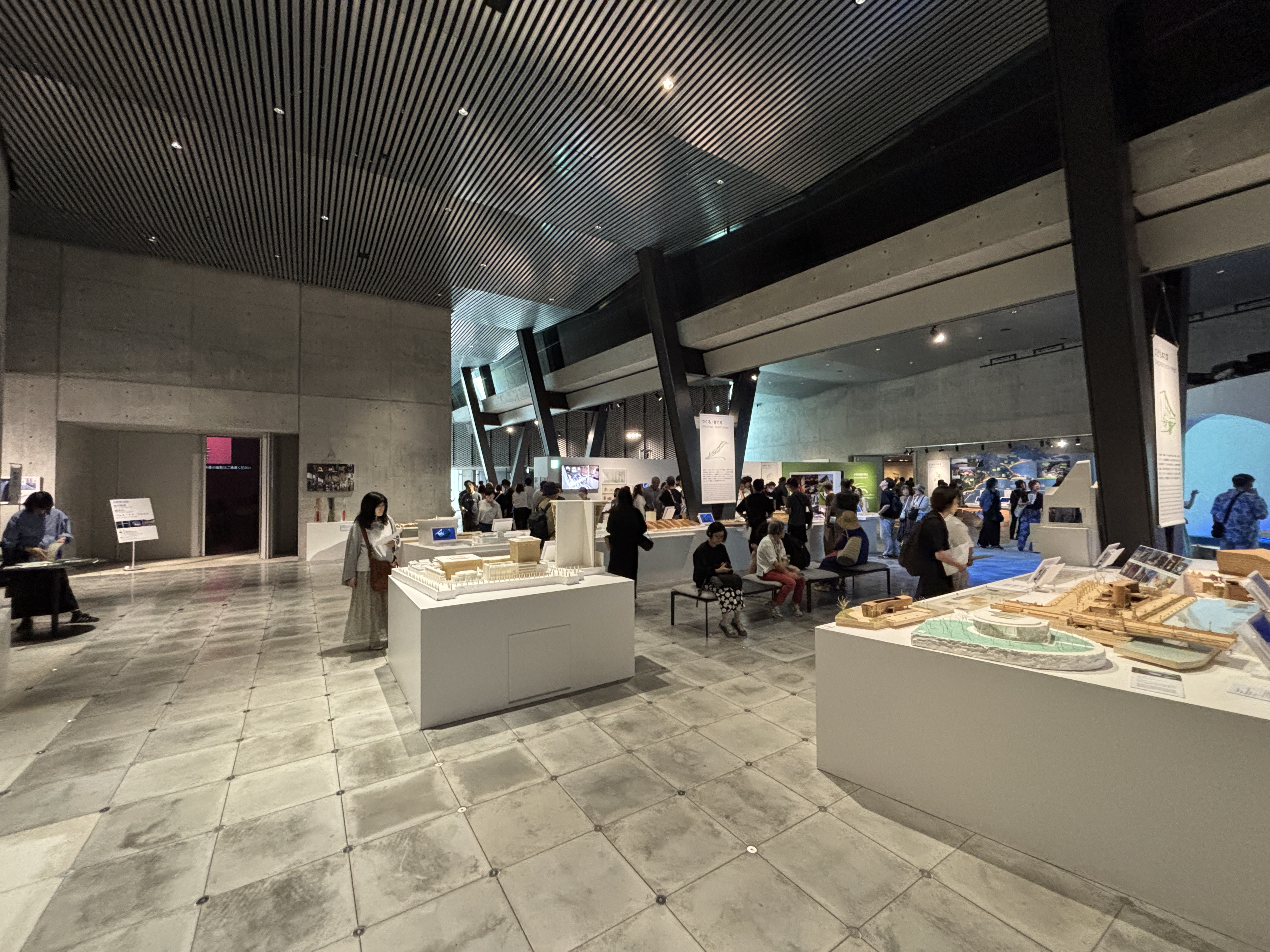
VS.（ヴイエス）安藤忠雄展 青春

### ゲートタワー
低層部は商業施設、3-4Fは都市型スパ、5階以上の高層部はオフィス。
3.4Fの都市型スパは、「神戸みなと温泉 蓮」などを手掛ける株式会社ラスイートによって造られ、源泉は神戸港の地下1,150 mから湧き出たものが運ばれる予定である。また、ARによる最先端の映像と音響を用いた25 mのフィットネスプールや、季節を問わずうめきた公園を眺めることのできる屋外温水プール「インフィニティプール」、健康増進サロンなども設置される。さらに、厚生労働省の「温泉利用型健康増進施設」の認定も目指している。
南街区のB1Fには、アジア初進出となるフードホール「タイムアウトマーケット大阪」が誕生する。広さは約3,000 m2で、レストランが15店舗、バーが2店舗オープンする予定。

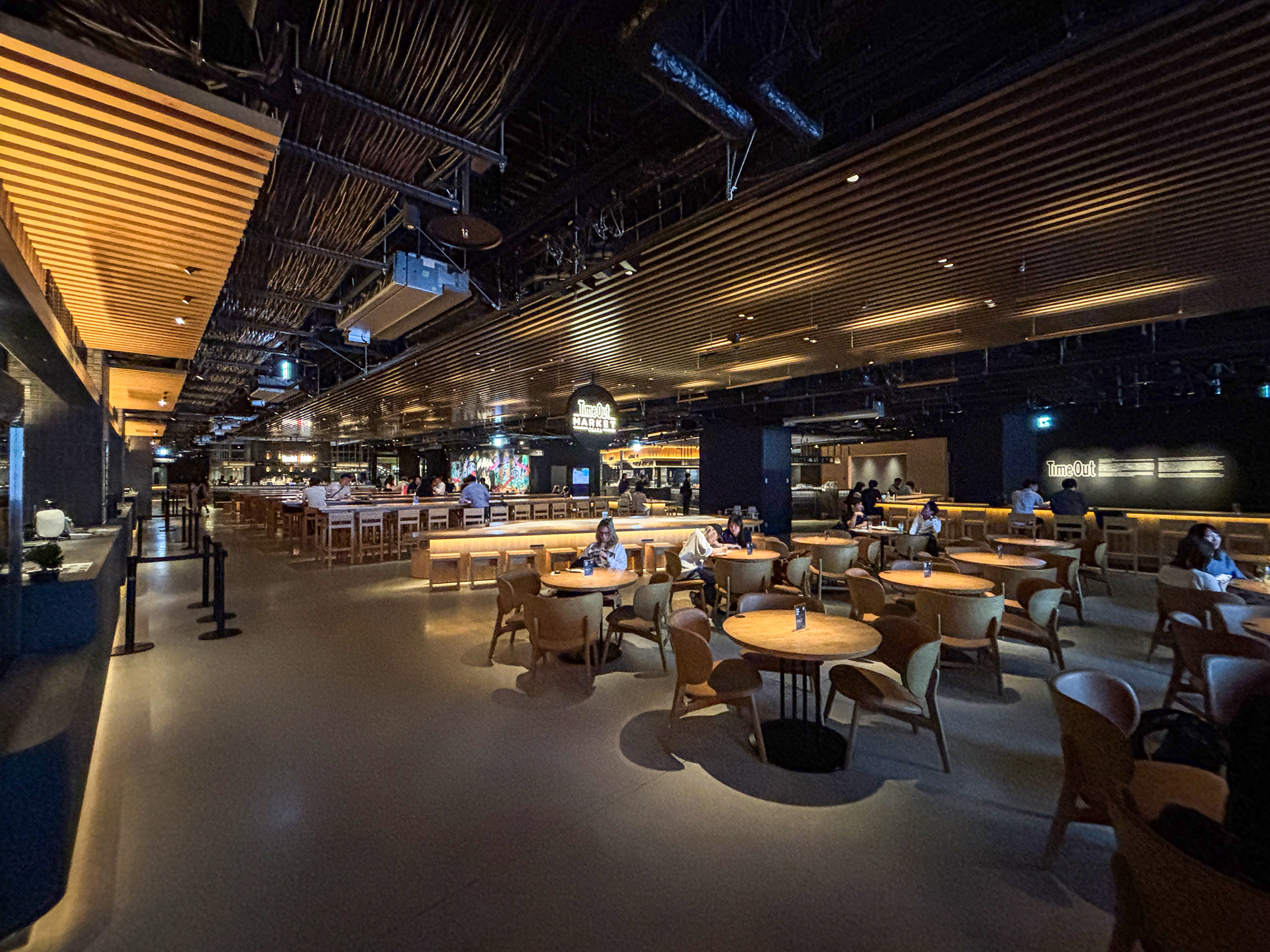
B1階「タイムアウトマーケット大阪」
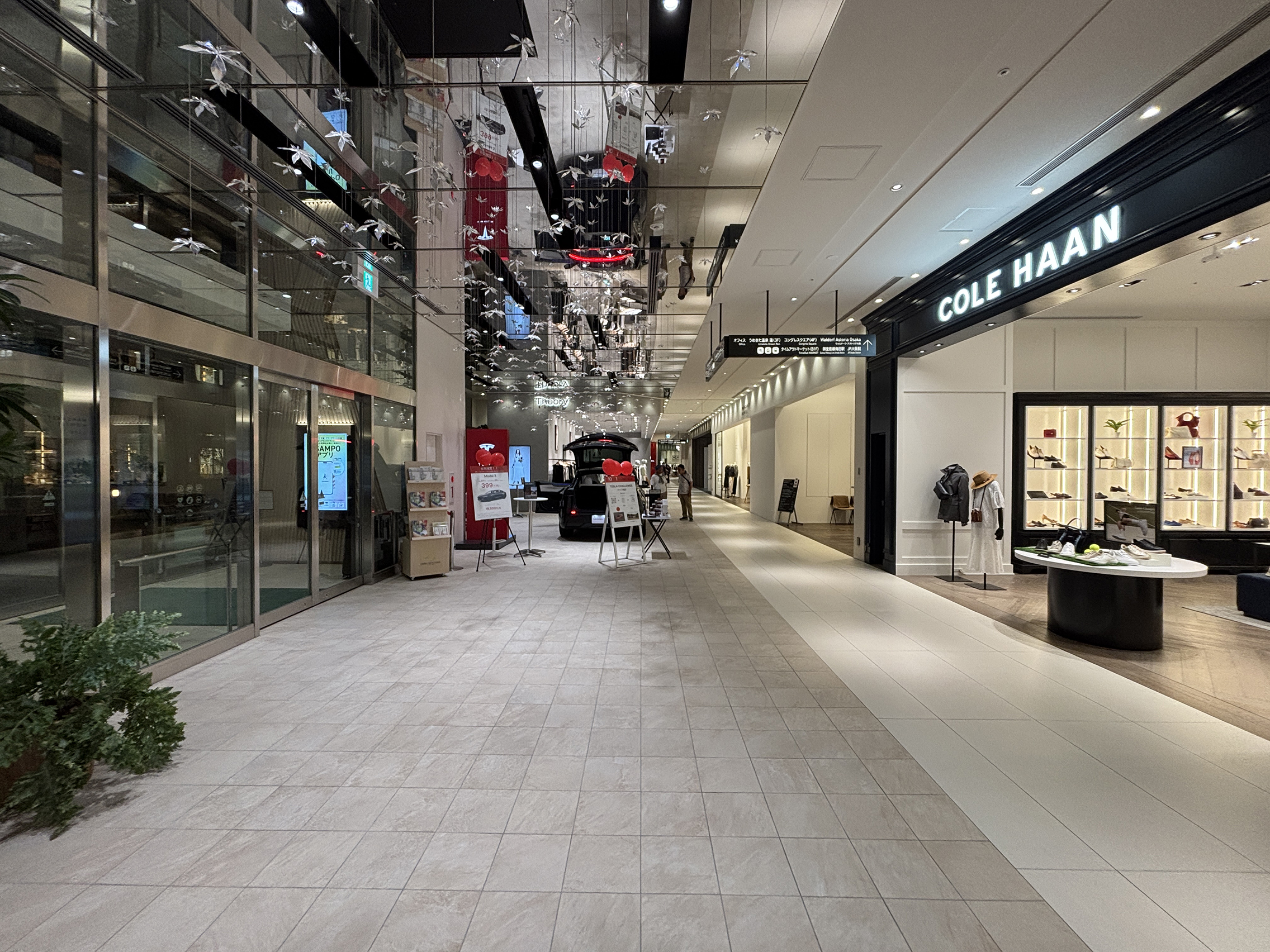
1階商業施設
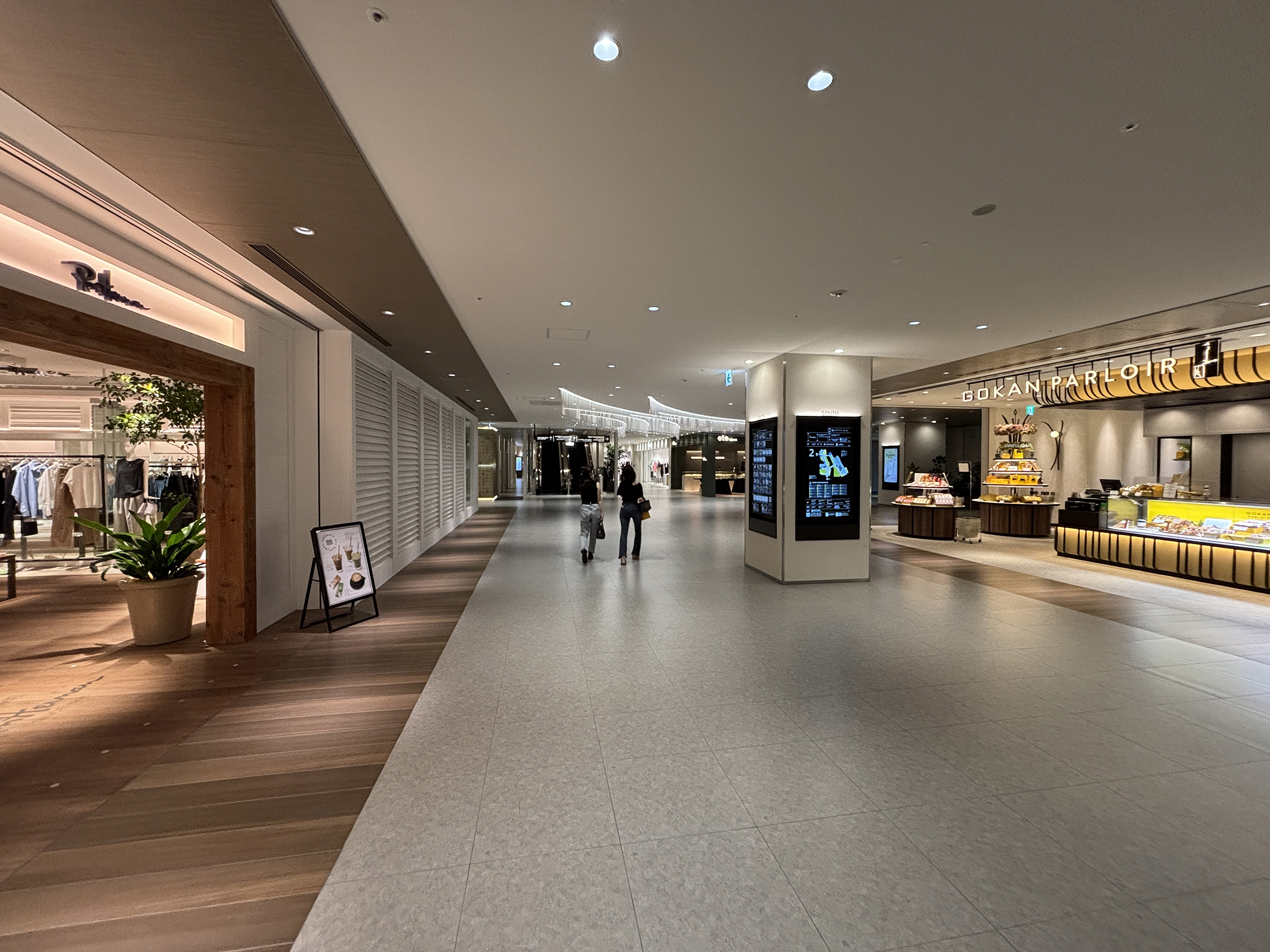
2階商業施設
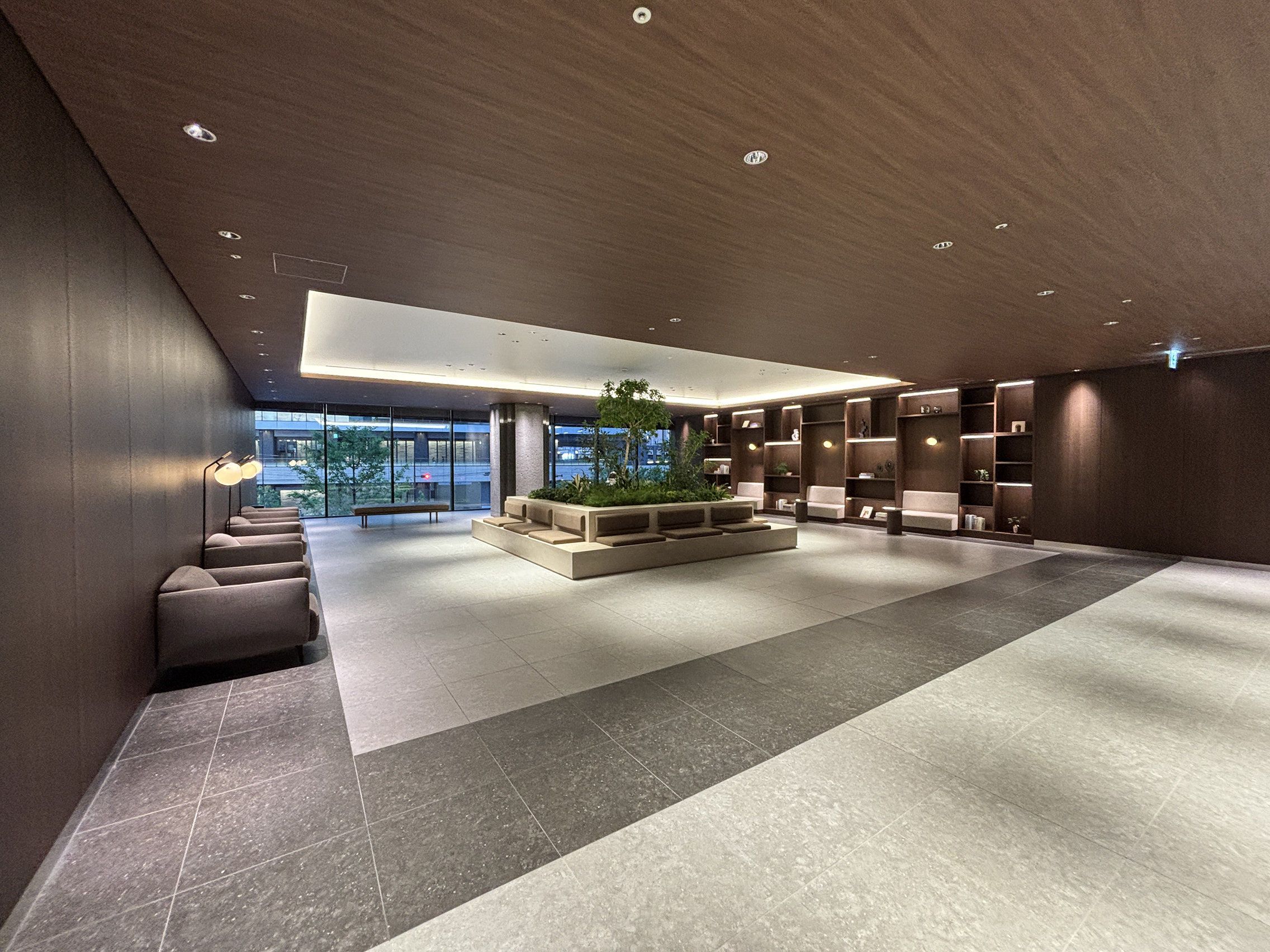
2階ロビー
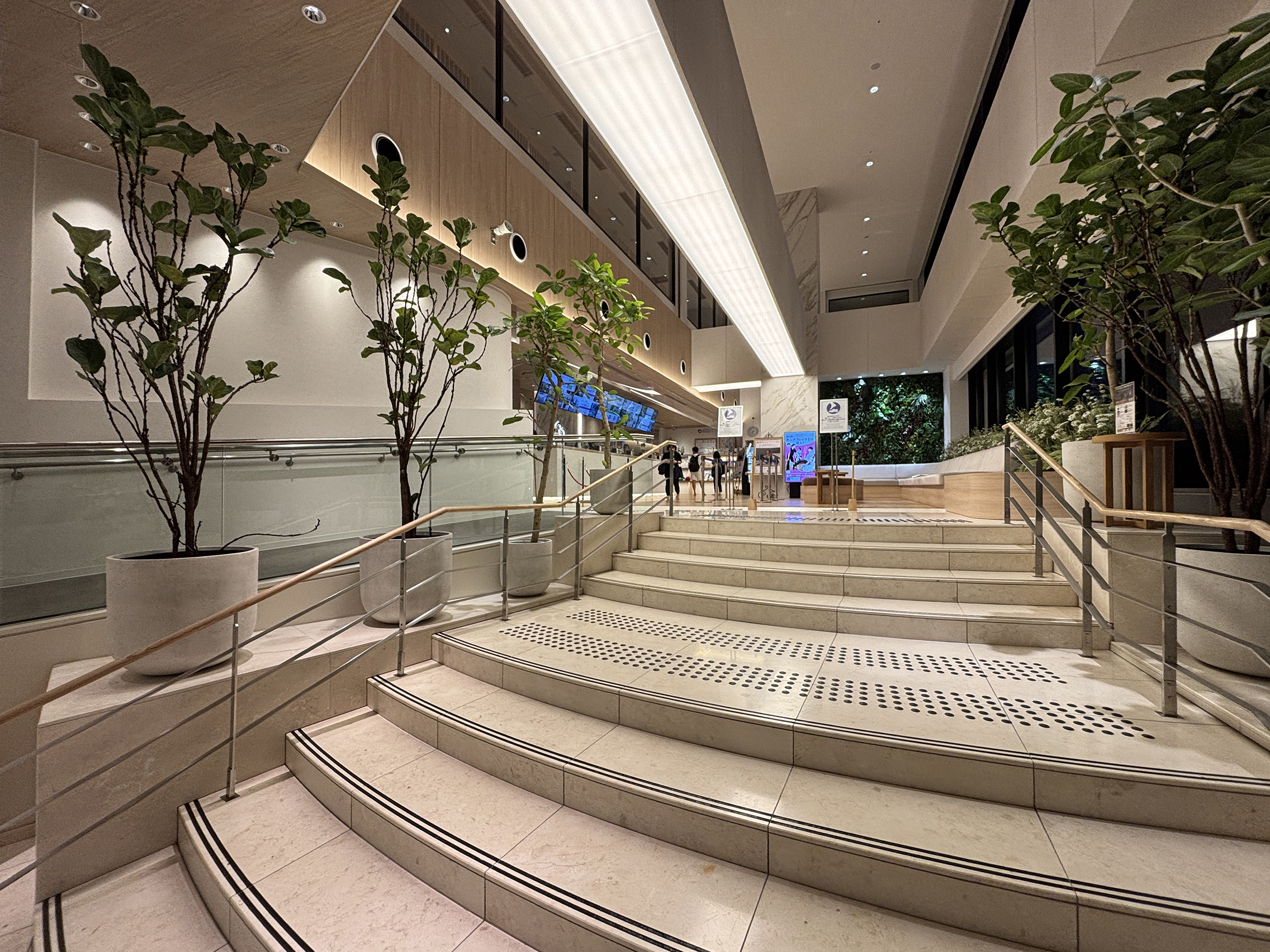
3階「神戸みなと温泉 蓮」

### パークタワー
39階建てで、低層部は商業施設、6階から27階がオフィス。上部にはヒルトンの最高級ブランドとなるウォルドーフ・アストリア・ホテルズ&リゾーツの日本進出第一号店となるウォルドーフ・アストリア大阪が2025年4月3日に開業した。

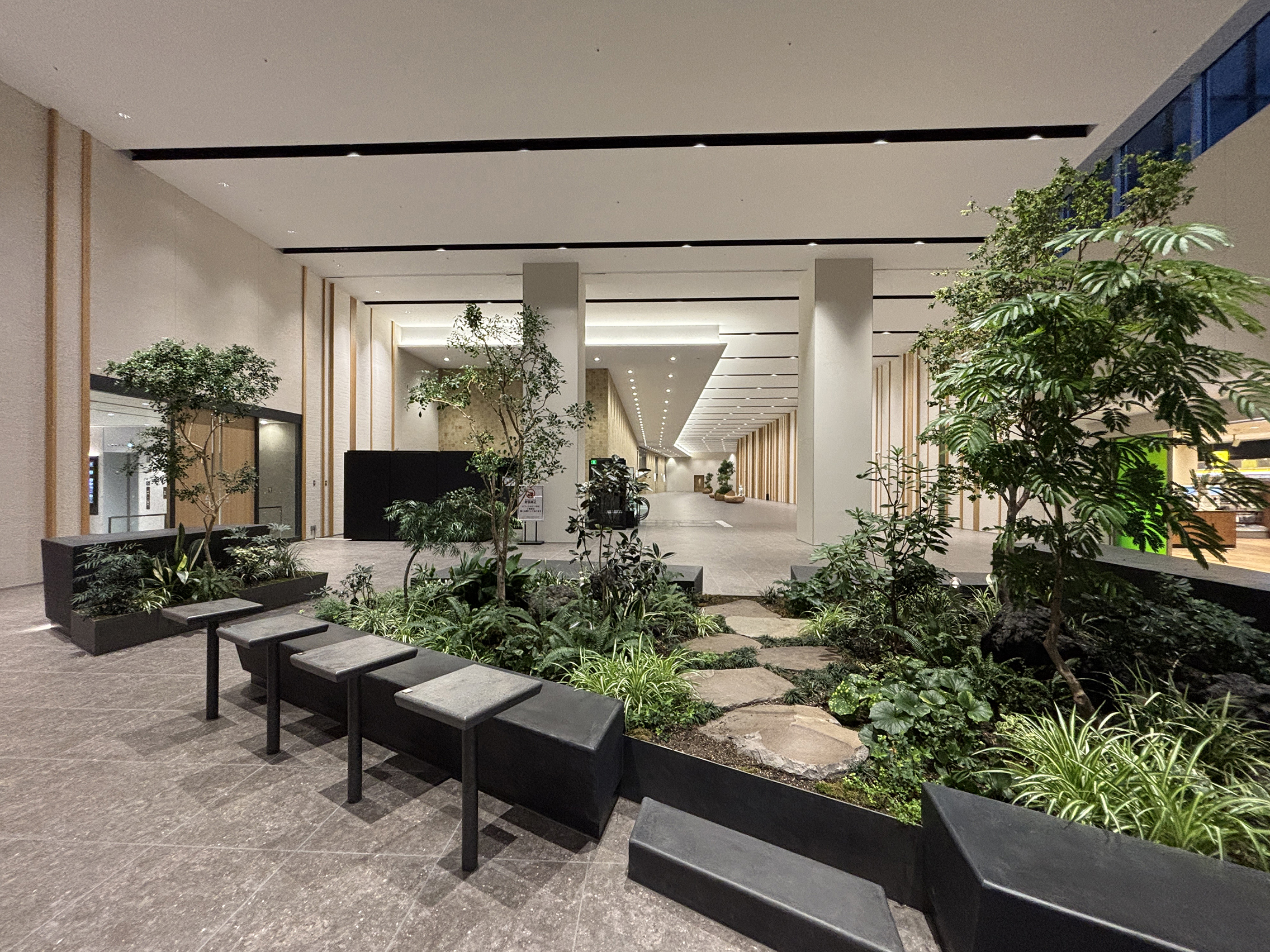
2階ロビー
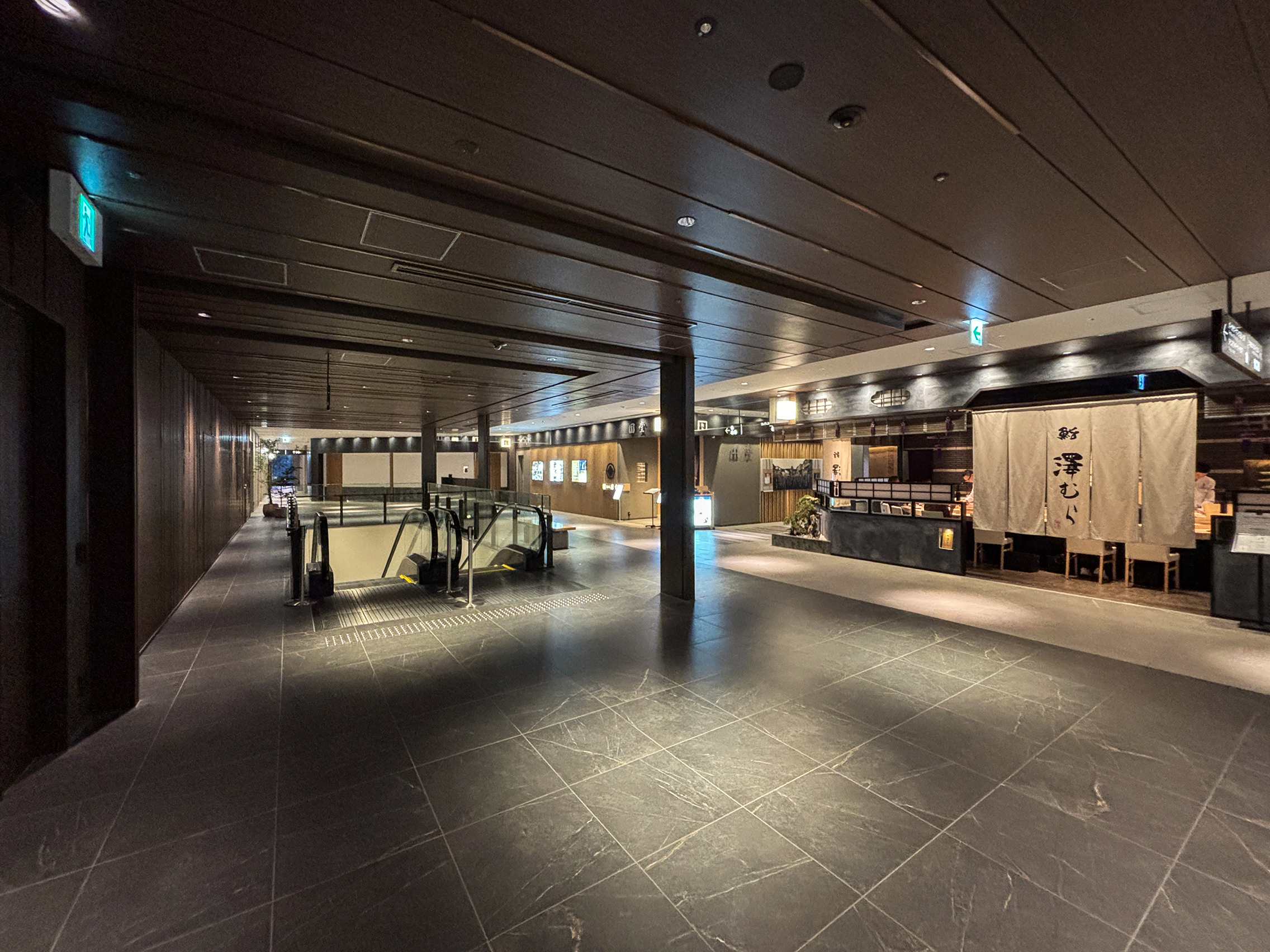
3階商業施設
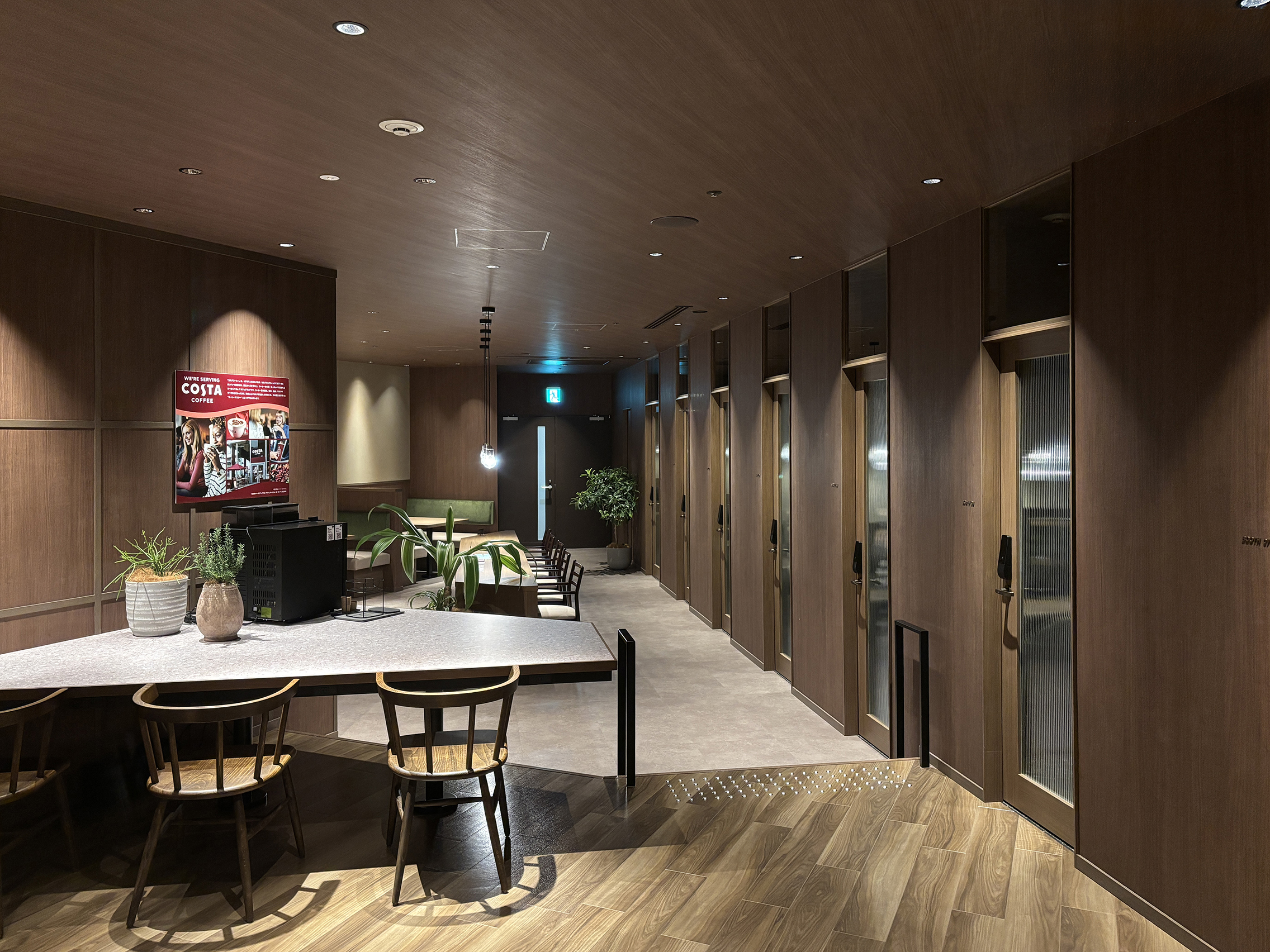
4階Sorappa Office
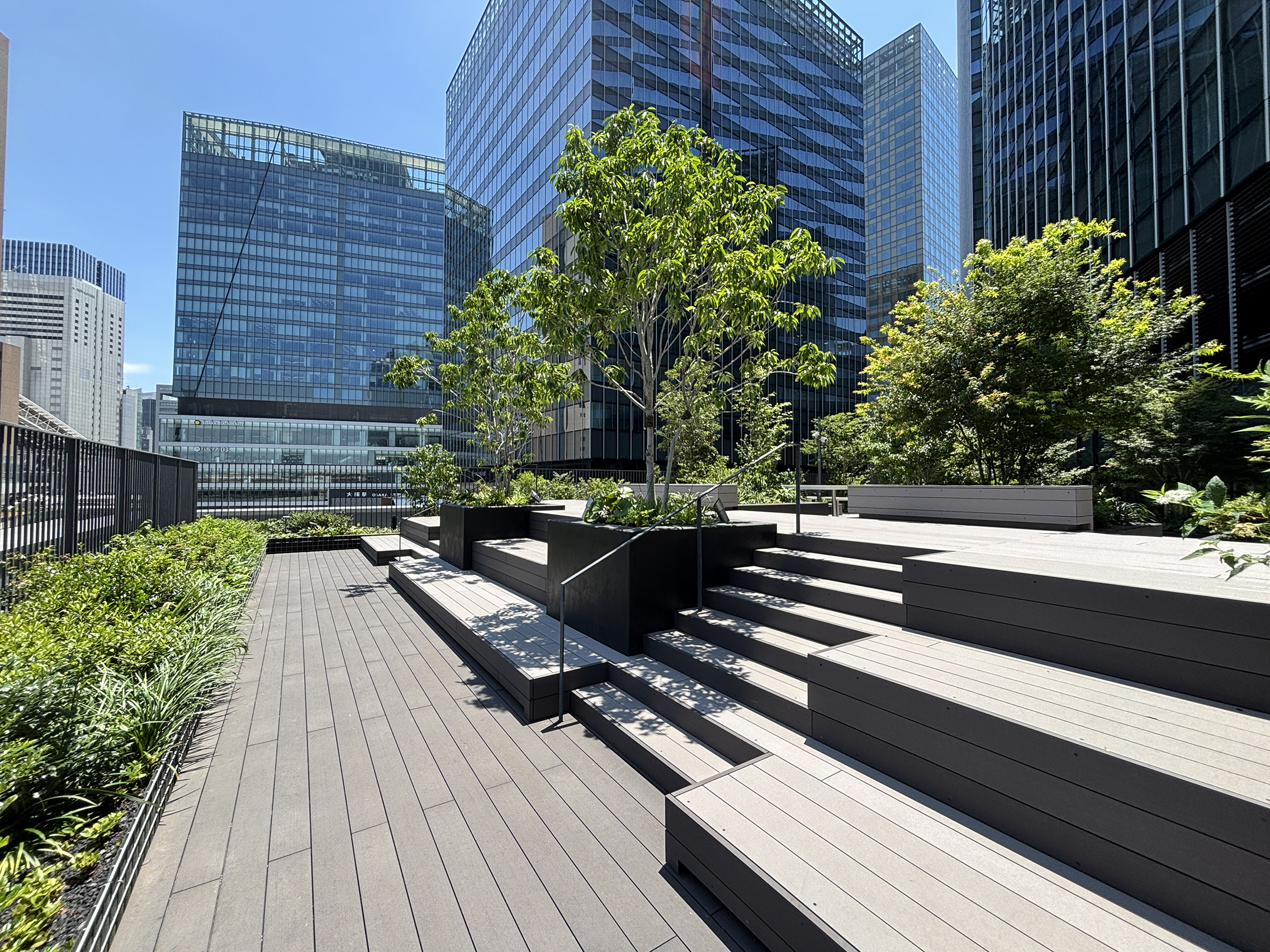
4階Sorappa Terrace

### サウスタワー
28階建てで、低層部は商業施設で、阪急阪神ホテルズによる「ホテル阪急グランレスパイア大阪」（482室）が入居する。

### ノースタワー
1-9階にはJAM BASE、10階以上にはホテル「キャノピーbyヒルトン大阪梅田」（308室）が入居する。ホテルは2024年9月6日に開業した。
JAM BASEは、ノースタワーの1 - 9階に入居する中核機能施設である。
名前の由来について、「JAM」はJAMMING、つまり音楽の即興演奏を意味しており、この場所で巻き起こる独自の共創（コ・クリエーション）が音楽を作るかのように楽しくエキサイティングなものとなってほしいという思いが込められている。「BASE」は、この場所で働き、訪れる人にとって「基地」のような存在となり、グローバル・ローカルすべての人々にとって、何度でも訪れ、いつでも帰ってこられる親しみのある場所となるように願い名づけられた。
会員制交流スペース「syn SALON」、個人単位で契約可能なコワークスペース「JAM DESK」、家具付きオフィス「JAM STUDIO」、キッチンスペース、屋上庭園など、 あえてさまざまな用途や機能を"ごちゃごちゃ"に混ぜ合わせ配置することで、多様な人々の活動の交わりを誘発し、イノベーションの創出に不可欠な出会いと交流を促す狙いがある。
2023年12月現在、入居が決まっているパートナーは以下の通り。（50音順）
- 国立大学法人大阪大学
- コングレ
- さくらインターネット
- スマートバリュー
- セーフィー
- トータルメディア開発研究所
- トータルメディア開発研究所・野村卓也事務所
- favy
- 学校法人立命館

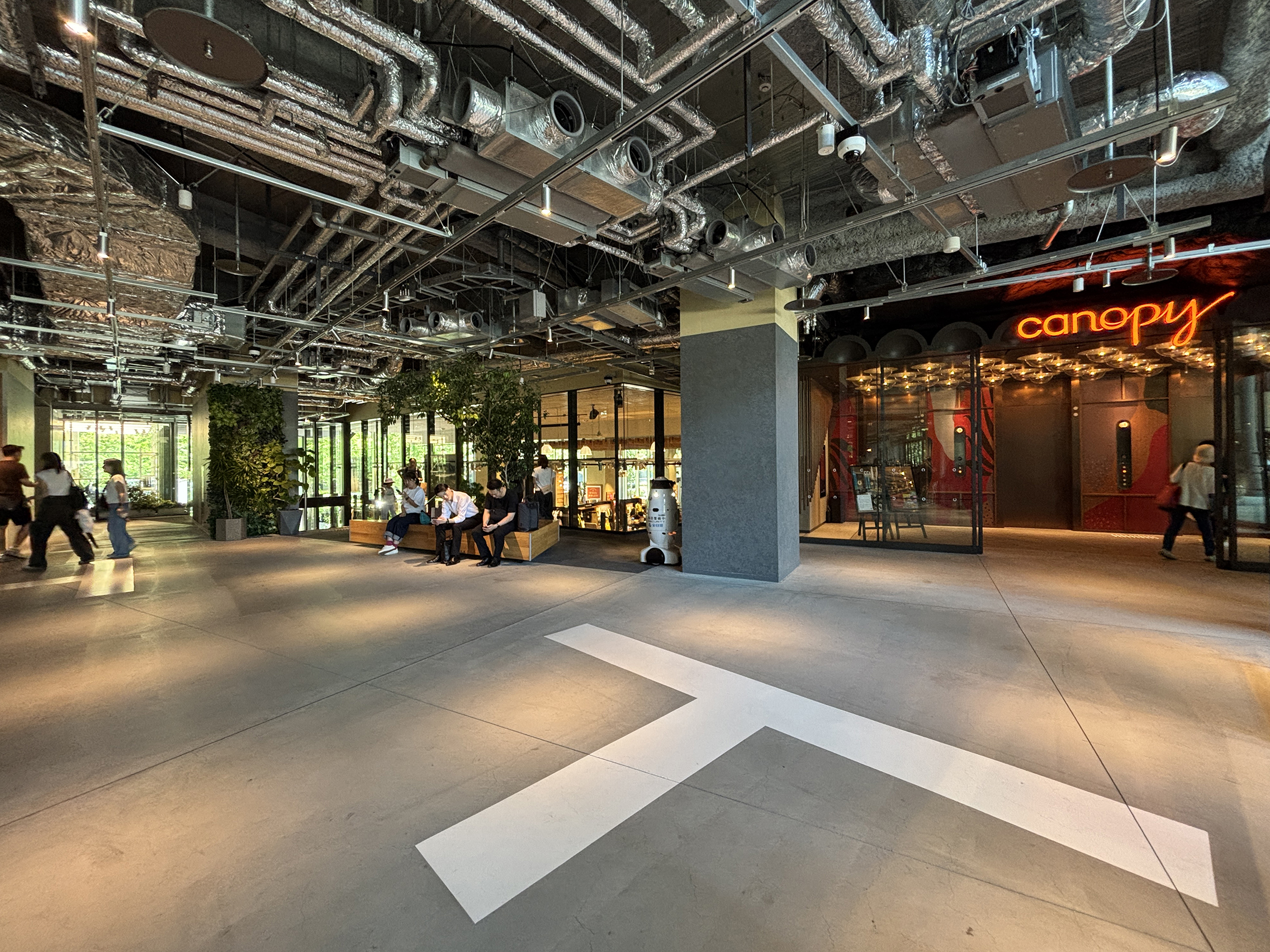
1階
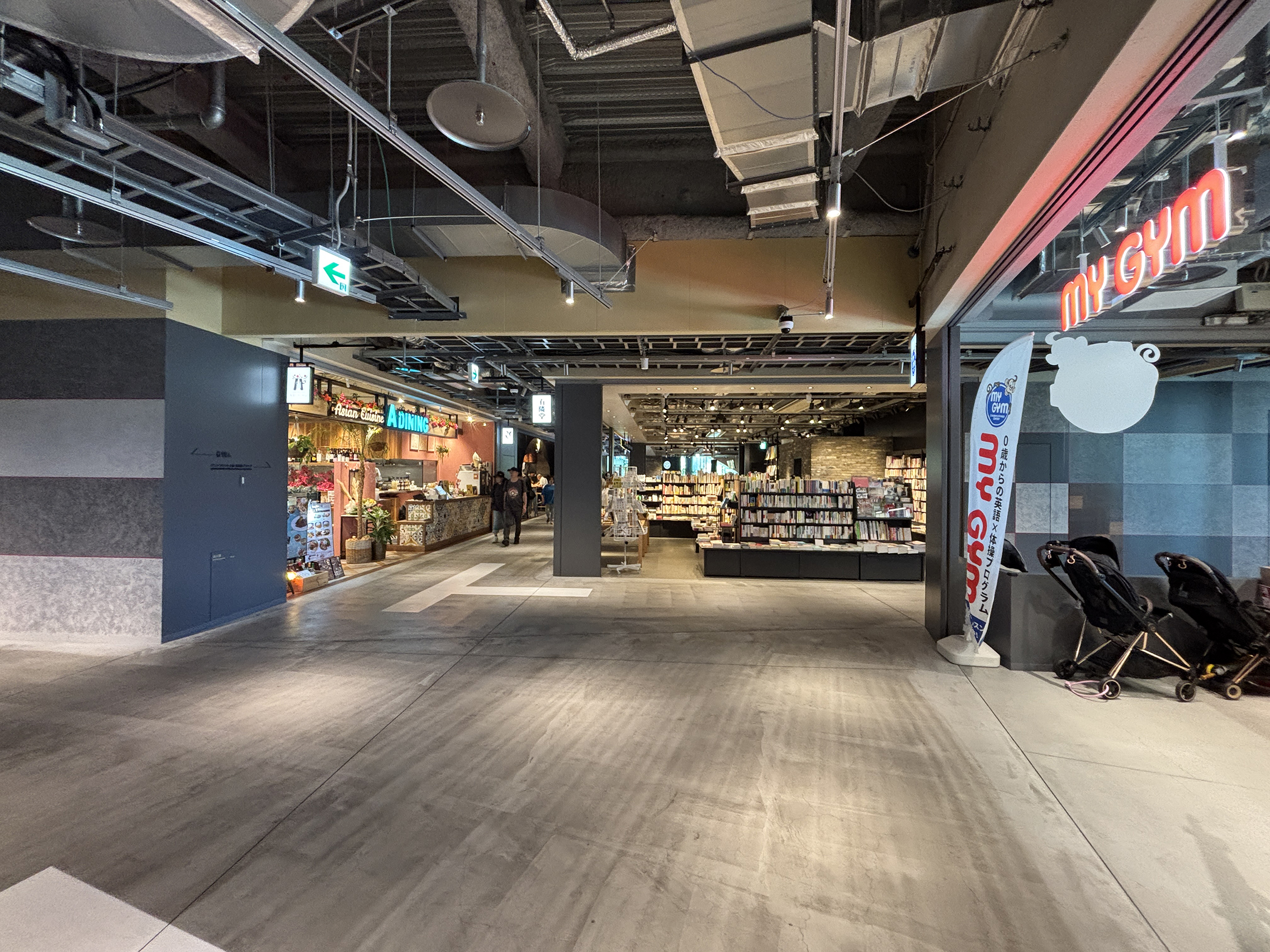
2階
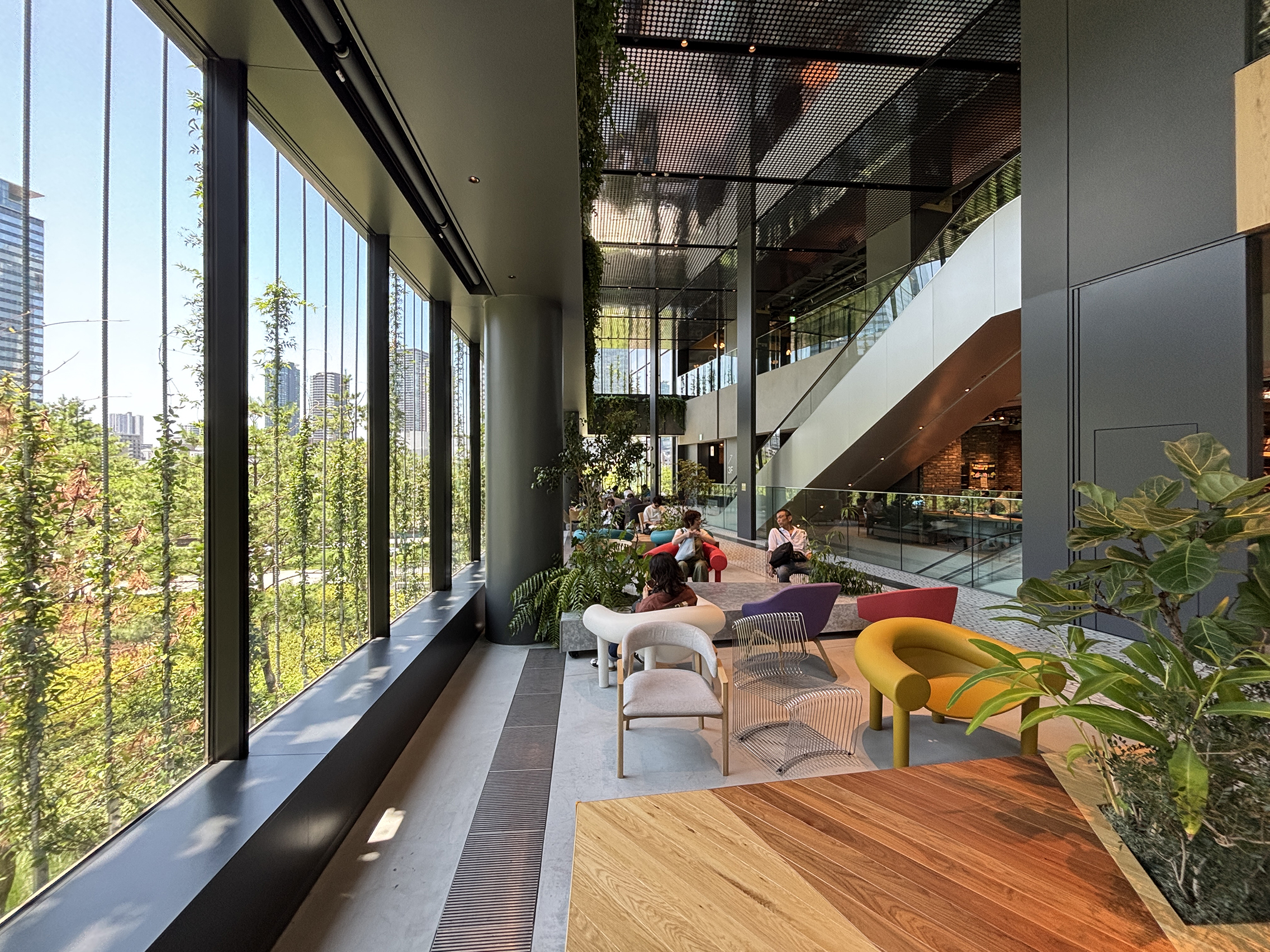
2階休憩所
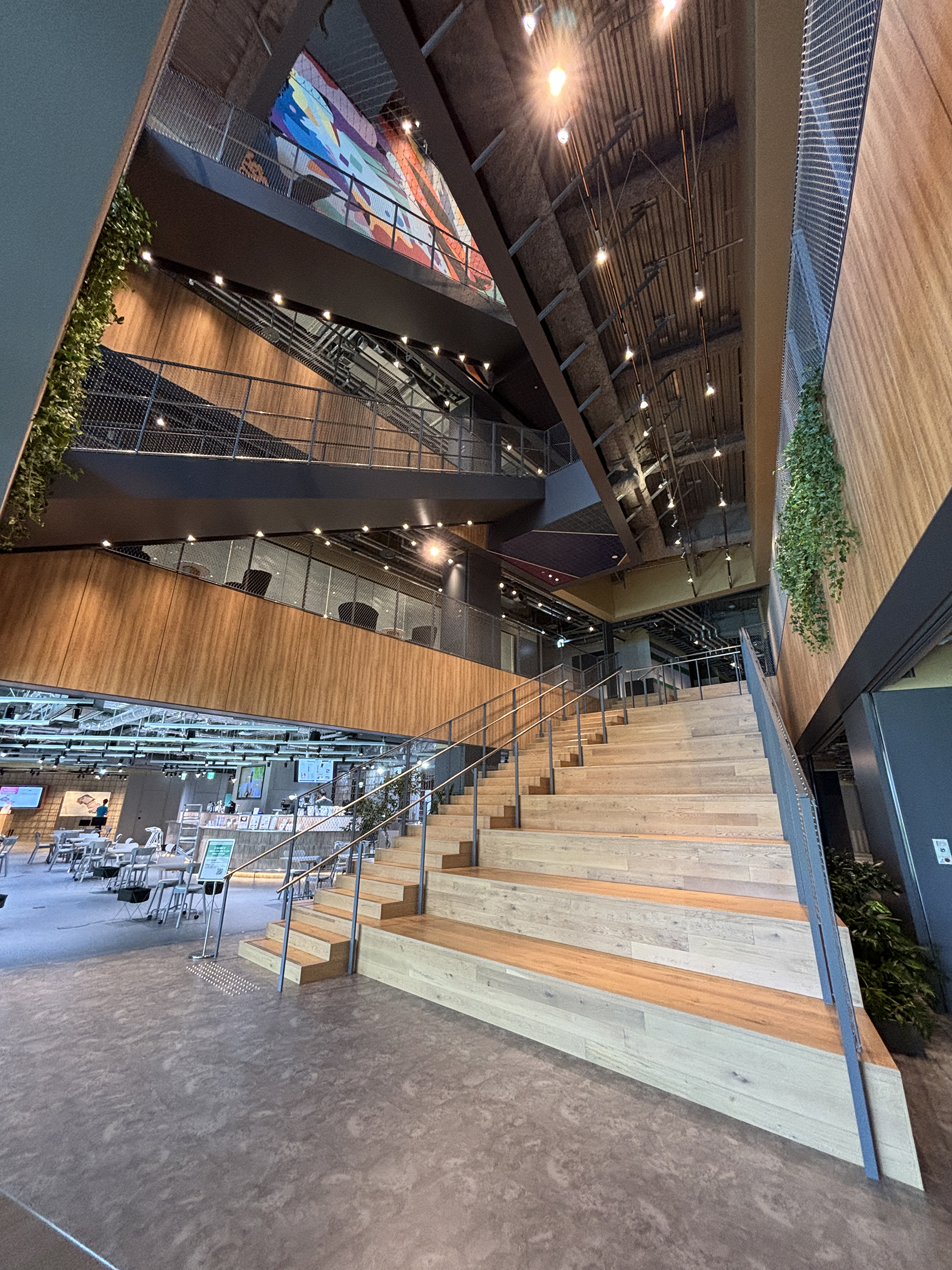
3階JAM BASEは、ノースタワー
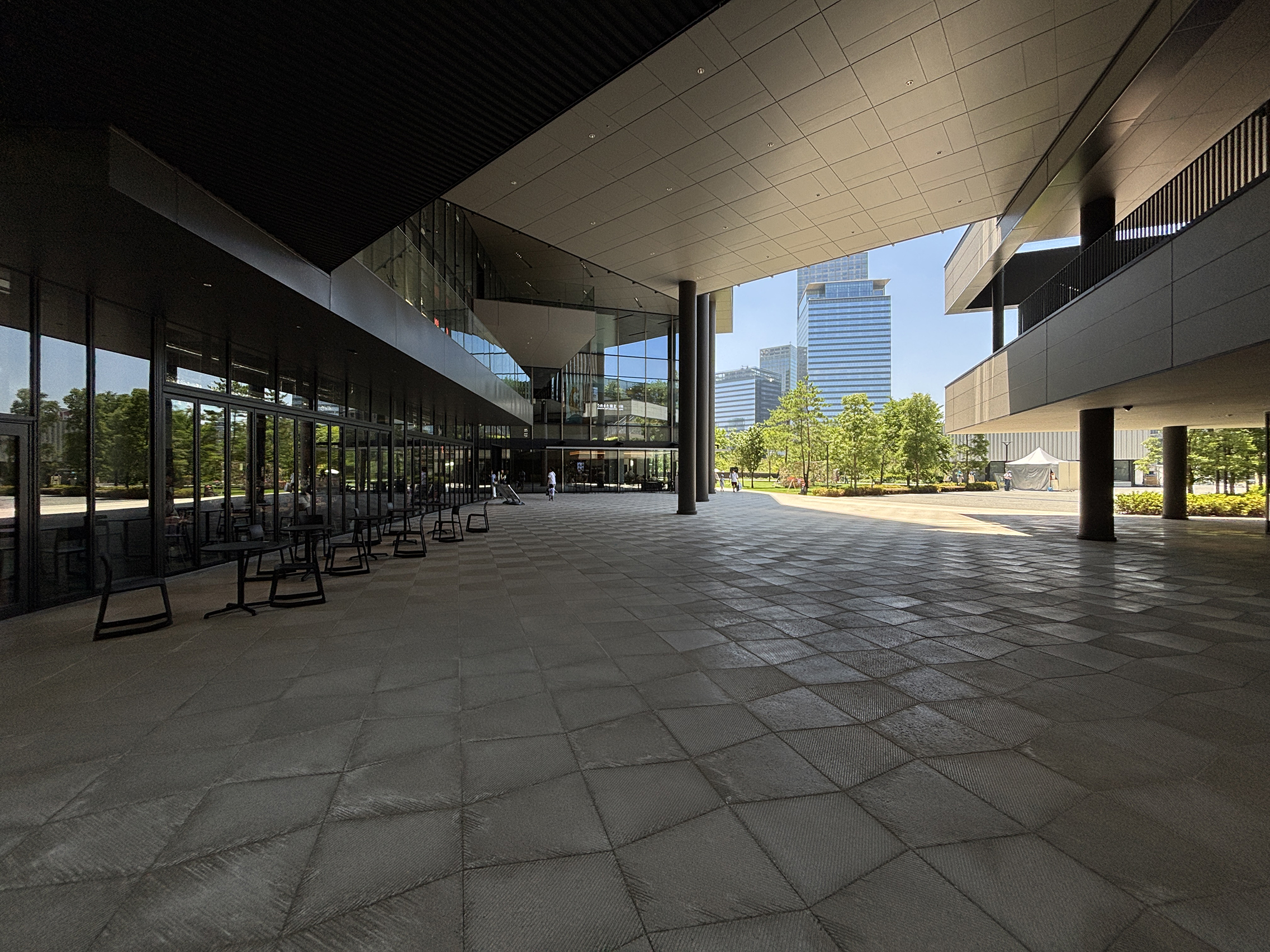
覆われた広場

### グラングリーン大阪 THE NORTH RESIDENCE
グラングリーン大阪の最北に建設される超高層マンション。完成予定は2025年12月で、引渡予定時期は2026年3月である。販売開始予定時期は2024年2月上旬。最上階である46Fの物件（2LDK、305 m2）の価格は、関西のマンションでは最高額となる25億円で販売される。また28戸にはカーギャラリー付き住戸が設けられている。

### 南街区・分譲棟
名称未決定。敷地南西部分に建設される高さ184.00m、47階建ての超高層マンション。2024年3月中旬に着工し、2028年7月下旬に竣工する予定。

## フロアマップ
公式ウェブサイトを元に作成している。
| 階        | ゲートタワー | パークタワー                                                 | サウスタワー                                                            | ノースタワー                                       |
| --------- | ------------ | ------------------------------------------------------------ | ----------------------------------------------------------------------- | -------------------------------------------------- |
| 29 - 38階 | ×            | ホテル「ウォルドーフ・アストリア大阪」 （ヒルトン）（252室） | ×                                                                       | ×                                                  |
| 28階      | ×            | ホテル「ウォルドーフ・アストリア大阪」 （ヒルトン）（252室） | ホテル「Hotel Hankyu GRAN RESPIRE OSAKA」 （阪急阪神ホテルズ）（482室） | ×                                                  |
| 26 - 27階 | ×            | オフィス                                                     | ホテル「Hotel Hankyu GRAN RESPIRE OSAKA」 （阪急阪神ホテルズ）（482室） | ×                                                  |
| 18 - 25階 | ×            | オフィス                                                     | ホテル「Hotel Hankyu GRAN RESPIRE OSAKA」 （阪急阪神ホテルズ）（482室） | ホテル「canopy OSAKA UMEDA」 （ヒルトン）（308室） |
| 10 - 17階 | オフィス     | オフィス                                                     | ホテル「Hotel Hankyu GRAN RESPIRE OSAKA」 （阪急阪神ホテルズ）（482室） | ホテル「canopy OSAKA UMEDA」 （ヒルトン）（308室） |
| 6 - 9階   | オフィス     | オフィス                                                     | ホテル「Hotel Hankyu GRAN RESPIRE OSAKA」 （阪急阪神ホテルズ）（482室） | 中核施設「JAM BASE」                               |
| 5階       | オフィス     | 機械室                                                       | ホテル「Hotel Hankyu GRAN RESPIRE OSAKA」 （阪急阪神ホテルズ）（482室） | 中核施設「JAM BASE」                               |
| 4階       | 都市型スパ   | オフィスラウンジ 「MICE」                                    |                                                                         | 中核施設「JAM BASE」                               |
| 3階       | 都市型スパ   | 商業施設                                                     | 商業施設                                                                | 中核施設「JAM BASE」                               |
| 2階       | 商業施設     | 商業施設                                                     | 商業施設                                                                | 中核施設「JAM BASE」                               |
| 1階       | 商業施設     | 商業施設                                                     | 商業施設                                                                | 中核施設「JAM BASE」                               |
| B1階      | 商業施設     | 商業施設                                                     | 商業施設                                                                |                                                    |
| B2階      | 地下駐車場   | 地下駐車場                                                   | 地下駐車場                                                              |                                                    |

## アクセス
JR大阪駅に直結するルクア1100、グランフロント大阪北館と現在工事中であるイノゲート大阪からはペデストリアンデッキで結ばれる予定であり、新梅田シティにも接続する。またグラングリーン大阪の地下にはうめきた新駅（大阪駅地下ホーム）があり、地下からのアクセスも可能となる。